# Crosby-Nash live
Crosby-Nash live is een livealbum van Crosby & Nash uit 1977. Het album volgde nadat ze in de jaren ervoor tot driemaal toe een studioalbum hadden uitgegeven.
Het nummer Déjà vu, dat afkomstig is van het album met dezelfde naam dat ze in 1970 uitbrachten in de groep Crosby, Stills, Nash and Young, is een lange versie van bijna tien minuten. Het album bereikte nummer 52 van de Billboard 200. In 2000 werd de elpee nogmaals uitbracht, maar nu op een cd. Aan die cd werden nog twee nummers toegevoegd; King of the Mountain en Bittersweet. Daarnaast werd de kwaliteit aanzienlijk verbeterd.

Muzikanten:
Russel Kunkel (drums)
Tim Drummond (bass)
Danny Kortchmar (lead guitar)
David Lindley (slide guitar & violin)
Craig Doerge (piano, synthesizer, melodica)

## Nummers
| Nr. | naam                | schrijver    | duur |
| --- | ------------------- | ------------ | ---- |
| A1  | Immigration man     | Graham Nash  | 3:07 |
| A2  | The leeshore        | David Crosby | 5:09 |
| A3  | I used to be a king | Graham Nash  | 4:26 |
| A4  | Page 43             | David Crosby | 3:35 |
| A5  | Fieldworker         | Graham Nash  | 3:11 |
| B1  | Simple man          | Graham Nash  | 2:44 |
| B2  | Foolish man         | David Crosby | 4:33 |
| B3  | Mama lion           | Graham Nash  | 3:13 |
| B4  | Déjà vu             | David Crosby | 9:40 |